# Padegan-e Szahid Radża’i
Padegan-e Szahid Radża’i – miejscowość będąca osiedlem wojskowym leżąca w zachodnim Iranie, w ostanie Kermanszah. W 2006 roku miejscowość liczyła 359 mieszkańców w 97 rodzinach.